# Tomoaki Matsukawa
Tomoaki Matsukawa (jap. 松川 友明 Matsukawa Tomoaki; ur. 18 kwietnia 1973) – japoński piłkarz występujący na pozycji pomocnika.

## Kariera klubowa
Od 1996 do 2003 roku występował w klubach Bellmare Hiratsuka, Kyoto Purple Sanga, Consadole Sapporo i YKK.